# FGMOS

Mặt cắt MOSFET cổng trôi

Ký hiệu FGMOS một lớp cổng trôi (đường đậm) và ba cực cổng V

FGMOS hay MOSFET cổng trôi (tiếng Anh: floating-gate MOSFET) hoặc transistor cổng trôi là transistor hiệu ứng trường MOS có cấu trúc tương tự như MOSFET thông thường, song có thêm một cổng được cách ly bằng điện, tạo ra một nút trôi đối với dòng DC, và một số cực khiển ngõ vào (Control gate) cách ly về điện được đặt phía trên cổng nổi (FG). Những ngõ vào này chỉ được kết nối điện dung với FG. Do FG được bao quanh hoàn toàn bởi vật liệu có điện trở cao, nên điện tích chứa trong nó được giữ nguyên trong thời gian dài. Thông thường các cơ chế đường hầm Fowler-Nordheim và "phun phần tử mang nóng" (tạm dịch: Hot-carrier injection) được sử dụng để thay đổi lượng điện tích được lưu trữ trong FG.
FGMOS được Dawon Kahng và Simon Min Sze ở Phòng thí nghiệm Bell phát minh năm 1967.
FGMOS được sử dụng làm phần tử lưu trữ kỹ thuật số trong EPROM, EEPROM, bộ nhớ flash, yếu tố tính toán neuronal trong mạng thần kinh (neural network), phần tử nhớ tương tự (analog storage), chiết áp kỹ thuật số, và mạch chuyển đổi số ra tương tự DAC dùng transistor đơn .
Tuy nhiên hiện nay FGMOS đang được thay thế bằng phần tử charge-trap flash (CTF, tạm dịch: flash bẫy điện tích) có kích thước nhỏ hơn và tốc độ làm việc cao hơn .
| Quá trình | Điện áp Gate | Điện áp Source | Điện tích FG | Điện áp ngưỡng | Transistor | Điện áp Drain | Mức logic  |
| --------- | ------------ | -------------- | ------------ | -------------- | ---------- | ------------- | ---------- |
| Đọc       | >Vth(*)      | GND            | Xả điện      | Bình thường    | Dẫn điện   | >GND          | 0          |
| Đọc       | >Vth(*)      | GND            | Nạp điện âm  | Tăng           | Cấm        | >GND          | 1          |
| Ghi       | >10V         | GND            | Nạp điện     | Tăng           |            | >10V          | Đổi sang 1 |
| Xóa       | GND          | GND            | Xả điện      | Giảm           |            | >10V          | Đổi sang 0 |
| Nghỉ      | Trôi         | Như nhau       | Không đổi    | Không đổi      | Cấm        | Như nhau      | Không đổi  |

(*) Ghi chú: Vth là điện áp ngưỡng (Threshold voltage) là điện áp cổng tối thiểu cần thiết để tạo đường dẫn giữa các cực nguồn và cống (Drain), trong bảng này là cỡ 3,3 V.